# Distretto di Zvolen
Il distretto di Zvolen (okres Zvolen) è un distretto della regione di Banská Bystrica, nella Slovacchia centrale. Fino al 1918, la maggior parte dell'attuale distretto apparteneva alla contea di Zvolen, eccetto Lešť nel sud-est, che faceva parte della contea di Gemer e Malohont.

## Geografia antropica
Il distretto è composto da 2 città e 24 comuni:

### Città
- Sliač
- Zvolen

### Comuni
- Babiná
- Bacúrov
- Breziny
- Budča
- Bzovská Lehôtka
- Dobrá Niva
- Dubové
- Hronská Breznica
- Kováčová
- Lešť
- Lieskovec
- Lukavica

- Michalková
- Očová
- Ostrá Lúka
- Pliešovce
- Podzámčok
- Sása
- Sielnica
- Tŕnie
- Turová
- Veľká Lúka
- Zvolenská Slatina
- Železná Breznica